# دلمادینون

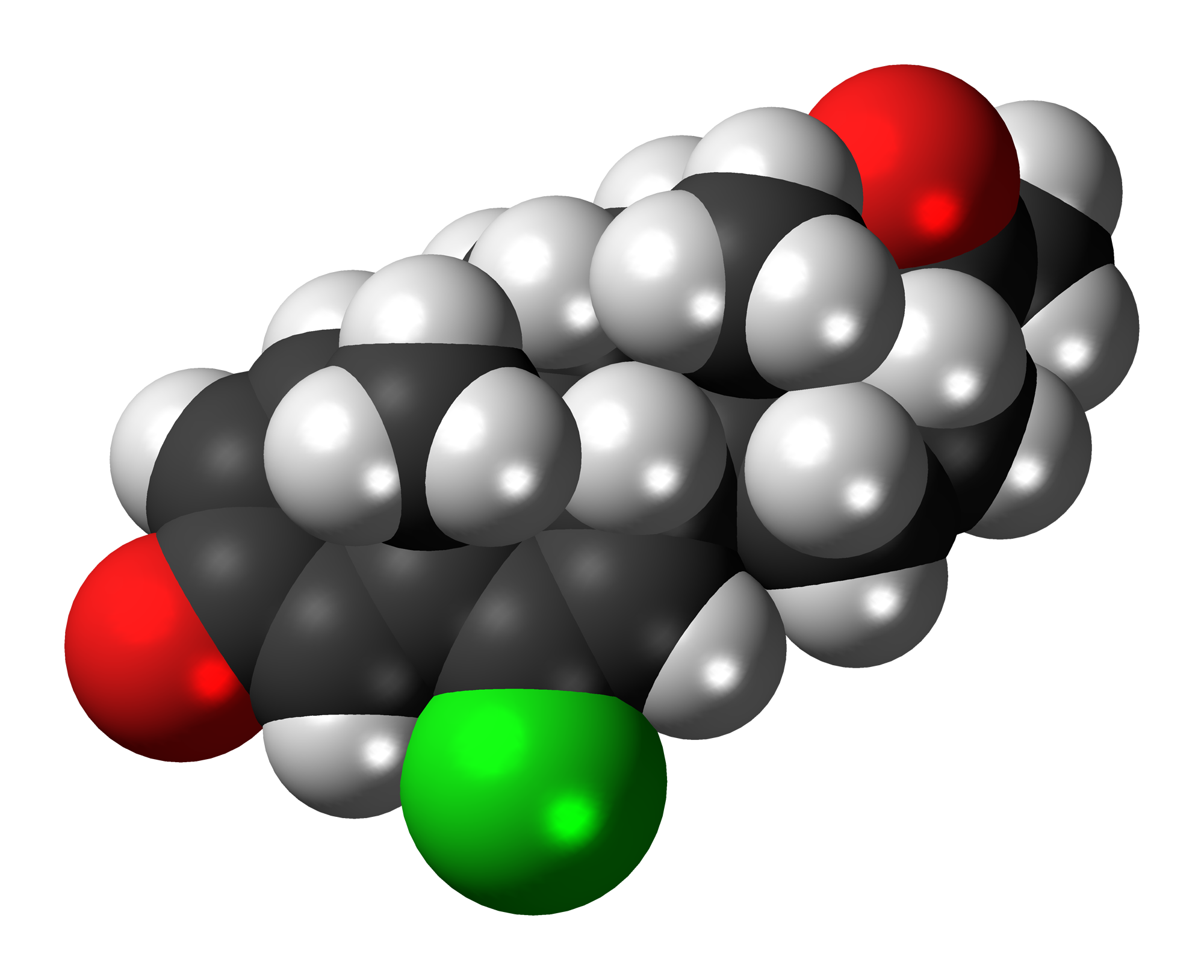
مدل فضا پُرکُن دلمادینون (رنگ سیاه برای کربن، سفید برای هیدروژن، قرمز برای اکسیژن و سبز برای کلر است.)

دلمادینون (به انگلیسی: Delmadinone) با فرمول شیمیایی C21H25ClO3 یک ترکیب شیمیایی است. که جرم مولی آن ۳۶۰٫۸۷۴۴ گرم بر مول می‌باشد.